# Eurycea aquatica
Espèce
Eurycea aquatica est une espèce d'urodèles de la famille des Plethodontidae.

## Répartition
Cette espèce est endémique du centre-Est des États-Unis. Elle se rencontre :
- dans le nord de l'Alabama ;
- dans le nord-ouest de la Géorgie ;
- dans le Tennessee.

Sa présence est incertaine dans le nord-est du Mississippi.

## Description
Le mâle holotype mesure 85,5 mm de longueur totale dont 44,8 mm de longueur standard et 40,7 mm de queue.

## Étymologie
Cette espèce a été nommée en référence à ses mœurs apparemment aquatiques.

## Publication originale
- Rose & Bush, 1963 : A new species of Eurycea (Amphibia: Caudata) from the southeastern United States. Tulane Studies in Zoology, vol. 10, p. 121-128 (texte intégral).